# 家族心理学
家族心理学（かぞくしんりがく）とは、家族関係を研究対象とする心理学である。三世代・四世代同居の拡大家族から夫婦と子の核家族への変化に伴う、現代家族の直面する問題に焦点を合わせる。例えば、子供の養育と巣立ちの問題、不登校、少年非行と思春期の子供の家庭内暴力、中年夫婦の心理的な家庭内離婚、離婚と子の監護などの問題が挙げられる。地縁や社縁などによる援助システムの減退から、家族の孤立化が進んでいる。
非行少年や不登校の児童・生徒あるいは神経症青年への援助に、本人への心理療法より、家族への治療的介入が効果的であるとの見地から、1980年代に発展した心理学の中でも比較的新しい分野である。
現代家族が直面する危機の克服を目指し、子供や配偶者の問題行動や心理面の症状、親子・夫婦の不和への心理的援助法の理論、そして家族の健全的な発達の方法の理論の研究が主要な課題である。